# 五灯
“五灯”，指五部记叙禅宗世系源流的灯录（史录）：
1. 北宋法眼宗道原的《景德传灯录》；
2. 北宋临济宗李遵勖的《天圣广灯录》；
3. 北宋云门宗惟白的《建中靖国续灯录》；
4. 南宋临济宗悟明的《联灯会要》；
5. 南宋云门宗正受的《嘉泰普灯录》。

先后成书于北宋景德元年（1004）至南宋嘉泰二年（1202）的近200年间。
南宋《五灯会元》括摘“五灯”枢要，与“五灯”相比，篇幅减少一半以上。